# Mitostemma jenmanii
Mitostemma jenmanii är en passionsblomsväxtart som beskrevs av Maxwell Tylden Masters. Mitostemma jenmanii ingår i släktet Mitostemma och familjen passionsblomsväxter. Inga underarter finns listade i Catalogue of Life.